# Olympische Winterspiele 2018/Teilnehmer (Kosovo)
| Gelbes Symbol für Goldmedaillen mit stilisierten Olympischen Ringen | Graues Symbol für Silbermedaillen mit stilisierten Olympischen Ringen | Braundes Symbol für Bronzemedaillen mit stilisierten Olympischen Ringen |
| ------------------------------------------------------------------- | --------------------------------------------------------------------- | ----------------------------------------------------------------------- |
| —                                                                   | —                                                                     | —                                                                       |

Kosovo nahm an den Olympischen Winterspielen 2018 in Pyeongchang mit einem Athleten im Ski Alpin teil. Es ist die erste Teilnahme Kosovos bei Olympischen Winterspielen. Albin Tahiri startete in allen fünf Wettkämpfen und war Fahnenträger bei der Eröffnungsfeier.

## Teilnehmer nach Sportarten

### Ski Alpin
| Athleten     | Wettbewerbe  | 1. Lauf     | 2. Lauf     | Gesamt      | Gesamt |
| Athleten     | Wettbewerbe  | Zeit        | Zeit        | Zeit        | Rang   |
| ------------ | ------------ | ----------- | ----------- | ----------- | ------ |
| Männer       |              |             |             |             |        |
| Albin Tahiri | Abfahrt      | −           | −           | 1:48,81 min | 50     |
| Albin Tahiri | Super-G      | −           | −           | 1:32,74 min | 47     |
| Albin Tahiri | Riesenslalom | 1:19,49 min | 1:17,98 min | 2:37,47 min | 56     |
| Albin Tahiri | Slalom       | 1:00,80 min | 1:02,13 min | 2:02,93 min | 39     |
| Albin Tahiri | Kombination  | 1:23,84 min | 59,56 s     | 2:23,40 min | 37     |